# 부천 동도센트리움 까치울숲
부천 동도센트리움 까치울숲(영어: Bucheon Dongdo Centrium Ggachiul Forest)은 대한민국 경기도 부천시 오정구 작동에 위치한 아파트다.